# Hum Stubički
Hum Stubički is een plaats in de gemeente Gornja Stubica in de Kroatische provincie Krapina-Zagorje.

## Geografie
De plaats ligt op een hoogte van gemiddeld 325 meter boven de zeespiegel en 37,5 kilometer van de nationale hoofdstad Zagreb.

## Demografie
Bij de volkstelling van 2011 bedroeg de totale bevolking van de stad 577 inwoners.